# 조나탄 에마누엘 카스티요
조나탄 에마누엘 카스티요(스페인어: Jonathan Emanuel Castillo, 1993년 1월 5일 ~ )는 아르헨티나의 축구 선수로, 포지션은 미드필더다. 보카 주니어스 유소년
팀에서 축구를 시작하였으며, 2017년 현재 아르헨티나 3부 리그 프리메라 C 메트로폴리타나 소속 클루브 루한에서 활약하고 있다. 2016 시즌 대한민국 K리그 챌린지 충주 험멜에서 활약한 바 있으며, 등록명은 까스띠쇼였다.